# Podolec
Podolec is een plaats in de gemeente Vrbovec in de Kroatische provincie Zagreb. De plaats telt 116 inwoners (2001).